# Moneyval
Moneyval ist der Expertenausschusses des Europarates für die Bewertung von Maßnahmen gegen Geldwäsche und Terrorismusfinanzierung.
Moneyval wurde 1997 gegründet, um die Umsetzung der Konvention gegen Geldwäsche und Terrorismusfinanzierung von 1990 zu überwachen und zu erleichtern. Moneyval nutzt die Standards der FATF und berichtet der FATF über ihre Ergebnisse. Ziel der Arbeit ist, die Standards in Ländern, die Mitglied des Europarats, aber nicht Mitglied der FATF sind, Geltung zu verschaffen. 
Vorsitzende ist seit Juli 2019 Elżbieta Frankow-Jaśkiewicz.
Die Organisation ist seit 2002 neben der Beurteilung der Maßnahmen zur Bekämpfung von Geldwäsche in den einzelnen Mitgliedsstaaten auch mit der Frage der Finanzquellen des Terrorismus befasst. Im Rahmen dieser Arbeit werden in den Mitgliedstaaten Erhebungen vor Ort durchgeführt, bei deren Auswertung der Kampf gegen Finanzquellen des Terrorismus erhoben wird. Moneyval hat mittlerweile die dritte Runde seiner Evaluierungstätigkeit abgeschlossen und 2010 die vierte Evaluierungsrunde begonnen. 
Deutschland ist seit November 2019 als FATF-Mitglied auch Mitglied bei Moneyval.